# Challenger de León 2016
El torneo Torneo Internacional Challenger León 2016 es un torneo profesional de tenis. Pertenece al ATP Challenger Series 2016. Se disputará su 14.ª edición sobre superficie dura, en León, México entre el 28 de marzo al el 3 de abril de 2016.

## Jugadores participantes del cuadro de individuales
| Favorito | País                      | Jugador         | Rank1 | Posición en el torneo    |
| -------- | ------------------------- | --------------- | ----- | ------------------------ |
| 1        | Bandera de Australia      | Sam Groth       | 77    | Primera ronda            |
| 2        | Bandera de Estados Unidos | Taylor Fritz    | 81    | Primera ronda            |
| 3        | Bandera de Túnez          | Malek Jaziri    | 92    | Cuartos de final, retiro |
| 4        | Bandera de Japón          | Yūichi Sugita   | 97    | Primera ronda            |
| 5        | Bandera de Estados Unidos | Austin Krajicek | 104   | Primera ronda            |
| 6        | Bandera de Alemania       | Michael Berrer  | 118   | CAMPEÓN                  |
| 7        | Bandera de Francia        | Stéphane Robert | 119   | Primera ronda            |
| 8        | Bandera de Japón          | Tatsuma Ito     | 120   | Primera ronda            |

- 1 Se ha tomado en cuenta el ranking del 21 de marzo de 2016.

### Otros participantes
Los siguientes jugadores recibieron una invitación (wild card), por lo tanto ingresan directamente al cuadro principal (WC):
- Lucas Gómez
- Hans Hach Verdugo
- Tigre Hank
- Alejandro Moreno Figueroa

Los siguientes jugadores ingresan al cuadro principal tras disputar el cuadro clasificatorio (Q):
- Emilio Gómez
- Robin Stanek
- Agustín Velotti
- Caio Zampieri

## Campeones

### Individual Masculino
- Michael Berrer derrotó en la final a  João Souza, 6–3, 6–2

### Dobles Masculino
- Santiago González /  Mate Pavić derrotaron en la final a  Sam Groth  /  Leander Paes, 6–4, 3–6, [13–11]